# Пантус, Дмитрий Александрович
Дмитрий Александрович Пантус (бел. Дзмітрый Аляксандравіч Пантус, 6 сентября 1982, Берёзовка, Лидский район, Гродненская область) — белорусский государственный деятель. С 2020 года председатель Государственного военно-промышленного комитета Республики Беларусь.
Из-за поддержки российской агрессии во время российско-украинской войны находится под персональными международными санкциями.

## Биография
Родился в г. Берёзовка Лидского района. В 2005 году окончил Белорусский национальный технический университет. В 2005 году прошёл переподготовку в Институте повышения квалификации и переподготовки кадров по новым направлениям развития техники, технологии и экономики БНТУ по специальности «экономика и управление на предприятии». В 2010 году окончил Академию управления при Президенте Республики Беларусь по специальности «экономика и управление на предприятии промышленности».
Трудовую деятельность начал в 2005 году в должности инженера-энергетика отдела главного энергетика ОАО «Стеклозавод „Неман“», где до 2012 года трудился на должностях заместителя начальника научно-технического центра, заместителя главного инженера — начальника научно-технического центра, главного инженера.
С февраля 2012 года по март 2014 года работал в должности директора ОАО «Лидские автобусы „Неман“», а с апреля по август 2014 года. — на посту заместителя председателя Гродненского городского исполнительного комитета.
С августа 2014 по июнь 2020 года был заместителем председателя Государственного военно-промышленного комитета Республики Беларусь, а с 4 июня 2020 года стал председателем Государственного военно-промышленного комитета Республики Беларусь. (После вторжения России на Украину в 2022 году комитет и сам Пантус попали в список заблоированных США лиц.)
Из-за поддержки российской агрессии и нарушения территориальной целостности Украины во время российско-украинской войны находится под персональными международными санкциями Великобритании, Соединенных Штатов Америки, Канады, Австралии, Японии, Украины, Новой Зеландии. С июня 2023 года находится под санкциями стран Евросоюза и Швейцарии за «оказание военной поддержки России  в ее агрессивной войне против Украины».